# Jordi Meeus
Jordi Meeus (Lommel, 1 de julio de 1998) es un ciclista profesional belga que compite con el equipo Red Bull-BORA-hansgrohe.

## Trayectoria
A finales de julio de 2017 firmó con el equipo SEG Racing Academy como stagiaire para lo que restaba de temporada y para debutar como profesional en 2018, año en que logró su primera victoria al ganar la Gooikse Pijl. Tras ese éxito no volvió a triunfar hasta agosto de 2020, mes en el que consiguió dos triunfos de etapa en el Tour de la República Checa. A esas dos victorias añadió una etapa del Giro Ciclistico d'Italia, resultados que le permitieron dar el salto en 2021 a la máxima categoría con el Bora-Hansgrohe.

## Palmarés
2018
- Gooikse Pijl

2020
- 2 etapas del Tour de la República Checa
- 1 etapa del Giro Ciclistico d'Italia

2021
- 1 etapa del Tour de Hungría
- París-Bourges

2022
- 2.º en el Campeonato de Bélgica en Ruta
- 1 etapa de la Vuelta a Gran Bretaña
- Primus Classic

2023
- Circuito de Valonia
- 1 etapa del Tour de Francia

2024
- 1 etapa del Tour de Noruega
- 3.º en el Campeonato de Bélgica en Ruta
- 1 etapa del Tour de Valonia

2025
- 1 etapa de la Vuelta al Algarve
- 1 etapa de la Vuelta a Suiza
- Copenhagen Sprint

## Resultados en Grandes Vueltas
| Carrera | Carrera         | 2018 | 2019 | 2020 | 2021  | 2022 | 2023  | 2024 | 2025  |
| ------- | --------------- | ---- | ---- | ---- | ----- | ---- | ----- | ---- | ----- |
|         | Giro de Italia  | —    | —    | —    | —     | —    | —     | —    | —     |
|         | Tour de Francia | —    | —    | —    | —     | —    | 139.º | —    | 158.º |
|         | Vuelta a España | —    | —    | —    | 139.º | —    | —     | —    | —     |

—: no participa
Ab.: abandono

## Equipos
- SEG Racing Academy (stagiaire) (2017)[6]
- SEG Racing Academy (2018-2020)
- Bora-Hansgrohe (2021-)
  - Bora-Hansgrohe (2021-2024)[7]
  - Red Bull-BORA-hansgrohe (2024-)[8]